# تعريض متعدد (تصوير)

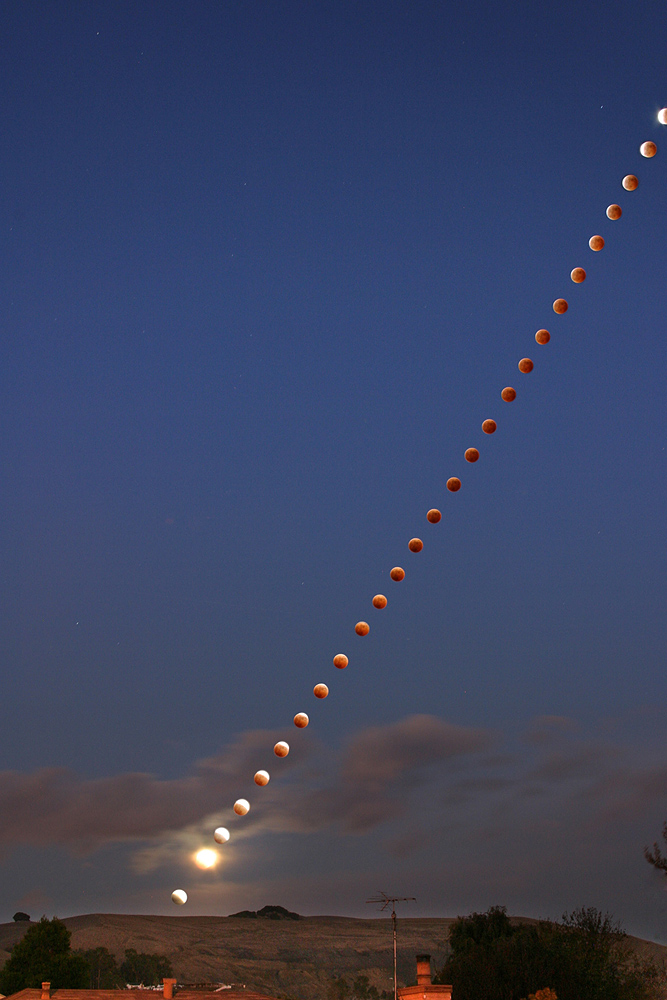
صورة مركبة متعددة التعريضات لخسوف القمر في أكتوبر 2004 ملتقطة في هايوارد، كاليفورنيا

تعريض متعدد أو التعرض المتعدد (بالإنجليزية: Multiple exposure)‏ هو تراكبٌ تعريضي يُعنَى بالتقاطِ أو دمجِ أكثر من صورةٍ مع بعض.